# کلاه خسروی

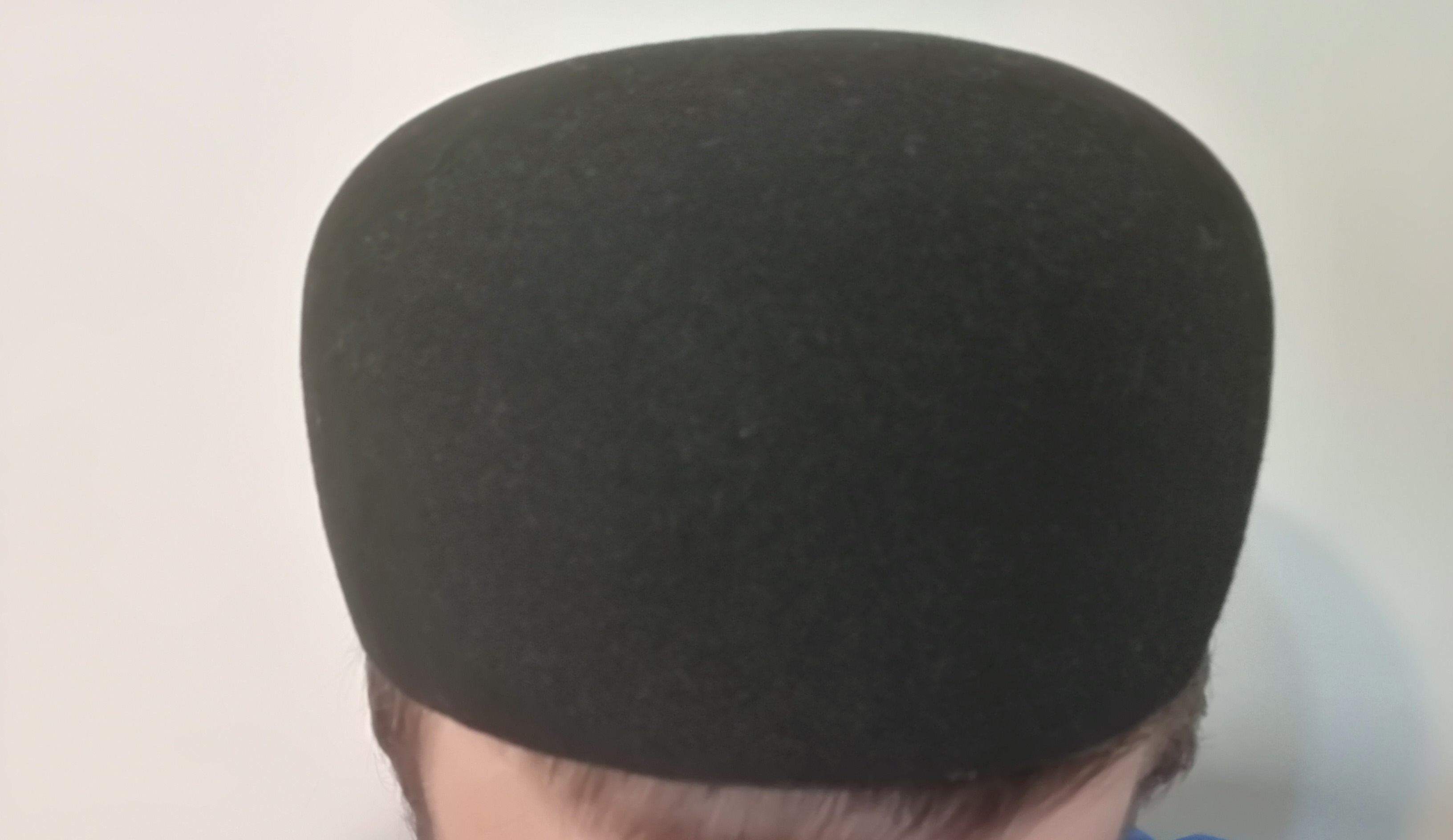
یک نمونه کلاه خان خسروی

کلاهِ خسروی یا کلاه‌خسروی سر پوش سنتی مردان بختیاری است که مردان این ایل به سر می‌گذارند.این کلاه در بین ایرانیان بسیار کهن و ریشه دار است.

## اندازه‌ها
اندازه و نوعِ مورد استفاده قرار گرفتهٔ کلاه خسروی در ایل بختیاری به سه گونه بوده‌است: کلاه بزرگ، کلاه متوسط و کلاه کوچک که دو مورد اول به کلاه خسروی معروف هستند. کلاه معمولاً برای جلوگیری از رسیدنِ گردوخاک، سرما و گرما و نور آفتاب به سر و گردن و صورت است. اما کلاه خسروی که مردان بختیاری برسر می‌گذارند ربطی به سرما و گرما و نور آفتاب و گردوخاک ندارد بلکه این کلاه، نمادی از بزرگی است که بر سر گذاشته می‌شود و در شرایط روحی و روانی متفاوت و گوناگون، آن را به عقب و جلو و چپ و راست هم خم می‌کنند.